# Bachagaon, Sirsi
Bachagaon là một làng thuộc tehsil Sirsi, huyện Uttara Kannada, bang Karnataka, Ấn Độ.